# Черна (Шуменская область)
Черна (болг. Черна) — село в Болгарии. Находится в Шуменской области, входит в общину Хитрино. Население составляет 330 человек.

## Политическая ситуация
В местном кметстве Черна, в состав которого входит Черна, должность кмета (старосты) исполняет Ембатин Ахмед Шабан (Движение за права и свободы (ДПС)) по результатам выборов правления кметства.
Кмет (мэр) общины Хитрино — Нуридин Басри Исмаил Движение за права и свободы (ДПС)) по результатам выборов в правление общины.